# Agabus luteaster
Agabus luteaster är en skalbaggsart som beskrevs av Zaitzev 1906. Agabus luteaster ingår i släktet Agabus och familjen dykare. Inga underarter finns listade i Catalogue of Life.